# Стравчин
Стравчин (пол. Strawczyn) — село в Польщі, у гміні Стравчин Келецького повіту Свентокшиського воєводства.
Населення — 1203 особи (2011).
У 1975-1998 роках село належало до Келецького воєводства.

## Демографія
Демографічна структура на день 31 березня 2011 року:
|          | Загалом | Допрацездатний вік | Працездатний вік | Постпрацездатний вік |
| -------- | ------- | ------------------ | ---------------- | -------------------- |
| Чоловіки | 604     | 131                | 423              | 50                   |
| Жінки    | 599     | 136                | 364              | 99                   |
| Разом    | 1203    | 267                | 787              | 149                  |